# Jenő Jandó
Jenő Jandó (Pécs, 1º febbraio 1952 – Budapest, 4 luglio 2023) è stato un pianista ungherese.

## Biografia
Jenő Jandó riceve le sue prime lezioni di pianoforte all'età di 7 anni dalla madre. In seguito studia alla Accademia Franz Liszt di Budapest con Katalin Nemes e Pál Kadosa, istituto dove ha rivestito a lungo il ruolo di docente di pianoforte principale.
La carriera è segnata dalle affermazioni in importanti concorsi pianistici, tra cui spiccano il Concorso Beethoven a Budapest nel 1970 (3º premio), il Concorso Cziffra a Versailles nel 1972, il Concorso della Radio Ungherese nel 1973, il Premio Dino Ciani a Milano nel 1975 e il Concorso internazionale di Sydney nel 1977 nella categoria musica da camera.
Jandó padroneggia un repertorio molto ampio, che comprende tra l'altro l'integrale delle Sonate per pianoforte di Ludwig van Beethoven, tutti i Concerti e le Sonate per pianoforte di Wolfgang Amadeus Mozart, l'intera raccolta del Clavicembalo ben temperato di Johann Sebastian Bach, le Sonate per pianoforte di Franz Joseph Haydn, i Concerti e le Sonate per pianoforte di Béla Bartók e la maggior parte delle sonate per pianoforte di Franz Schubert.
Come camerista, Jandó ha collaborato con la violinista giapponese Takako Nishizaki nella registrazione delle Sonate per violino e pianoforte di Franck, Grieg, Schubert e Mozart. In duo con la violoncellista tedesca Maria Kliegel ha inciso le sonate di Kodály e Dohnányi.

## Discografia
Particolarmente prolifica è l'attività di Jandó in ambito discografico: ha inciso infatti oltre 130 album discografici. Pubblica in esclusiva per Naxos Records.